# Apogonia terminalis
Apogonia terminalis är en skalbaggsart som beskrevs av Miyake, Yamaguchi och Shinobu Akiyama 2002. Apogonia terminalis ingår i släktet Apogonia och familjen Melolonthidae. Inga underarter finns listade i Catalogue of Life.